# Vero Centre

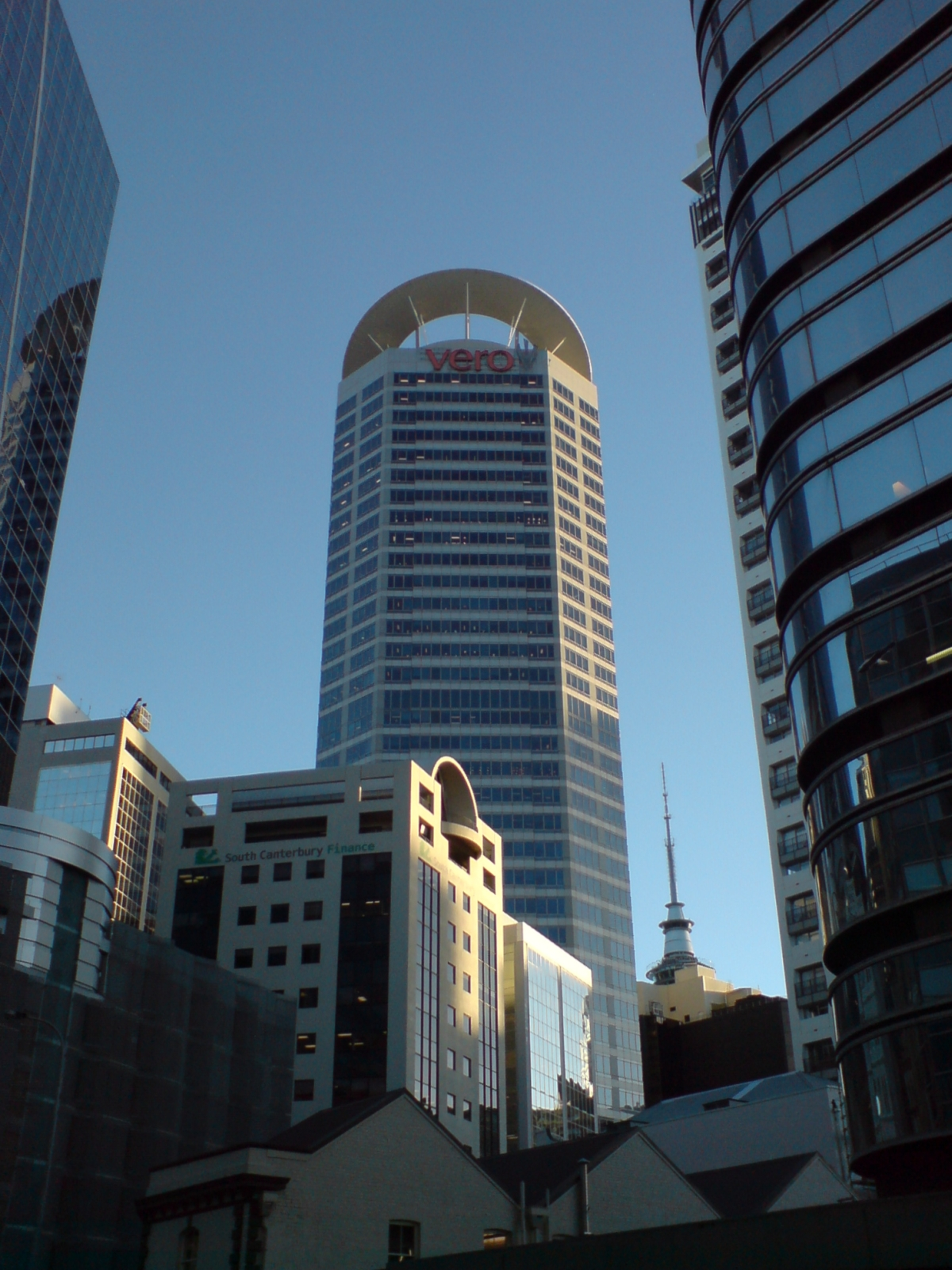
Das Hochhaus aus dem Norden

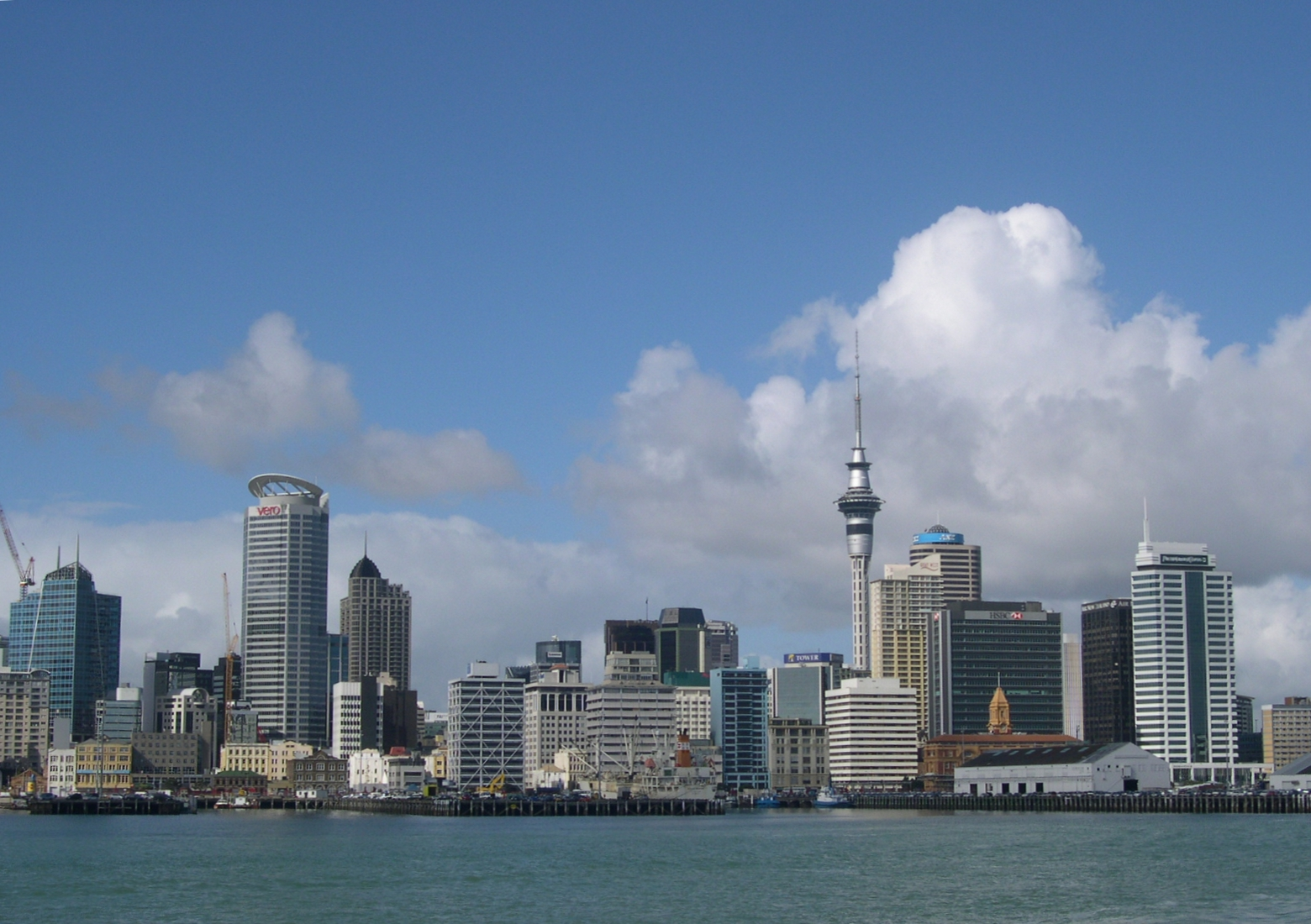
Die Skyline von Auckland mit dem Sky Tower und dem Vero Centre mit der markanten Dachkonstruktion.

Vero Centre ist der Name eines 167 Meter hohen Wolkenkratzers in der neuseeländischen Metropole Auckland.
Im Stadtbild von Auckland, wenige hundert Meter vom Hafen entfernt gelegen, hat das Gebäude eine sehr prägende Ausstrahlung, durch die kreisförmige Dachhaube bekommt das Gebäude seinen unverwechselbaren Wiedererkennungseffekt im Meer der Glas- und Betontürme von Auckland.
Das Gebäude wurde in Rahmenkonstruktion mit Deckenplatten aus Spannbeton in den Jahren 1998 bis 2000 erbaut. Der 38-stöckige Wolkenkratzer war das höchste Hochhaus Neuseelands und der wahrscheinlich südlichste Wolkenkratzer der Welt, bis er 2020 vom PwC Tower abgelöst wurde. Genutzt wird es als Bürogebäude, die Auslastung der 39.482 m² vermietbare Fläche im Gebäude ist sehr gut.
Verantwortlich für die Architektur und die Bauplanung war die Firma Peddle Thorp & Walker Pty. Ltd. Für die Gestaltung und die Architektur des Gebäudes wurden den verantwortlichen Architekten sowie dem Eigentümer zahlreiche internationale Preise verliehen.